# Zbigniew Fedyczak
Zbigniew Fedyczak (ur. 26 sierpnia 1952 w Zielonej Górze, zm. 16 lutego 2024 tamże) – polski strzelec sportowy, nauczyciel akademicki, olimpijczyk z Monachium 1972.
Specjalizował się w strzelaniu z pistoletu pneumatycznego. Reprezentował barwy Gwardii Zielona Góra.
Pierwsze sukcesy na arenie międzynarodowej odniósł będąc juniorem i zdobywając brązowy medal w mistrzostwach świata seniorów w roku 1970 w strzelaniu z pistoletu dowolnego 60 strzałów drużynowo (partnerami w drużynie byli: Karol Chodkiewicz, Rajmund Stachurski, Paweł Małek).
W roku 1971 zdobył tytuł indywidualnego mistrza Europy Juniorów oraz drużynowego wicemistrza w strzelaniu z pistoletu pneumatycznego 40 strzałów. W roku 1972 zdobył indywidualnie brązowy medal, a w drużynie złoty mistrzostw Europy Juniorów w strzelaniu z pistoletu pneumatycznego 40 strzałów.
Uczestnik mistrzostw Europy w roku 1974 podczas których zdobył srebrny medal w drużynie (partnerami byli: Paweł Małek, Rajmund Stachurski, Józef Zapędzki) w strzelaniu z pistoletu pneumatycznego 40 strzałów.
Zdobył tytuł Mistrza Polski w strzelaniu z pistoletu dowolnego w latach 1972, 1975.
Na igrzyskach olimpijskich w 1972 roku w Monachium wystartował w konkurencji strzelania z pistoletu szybkostrzelnego 25 metrów zajmując 14. miejsce oraz w konkurencji strzelania z pistoletu dowolnego 50 metrów zajmując 21. miejsce.
Był wieloletnim pracownikiem naukowym Instytutu Inżynierii Elektrycznej (obecnie: Instytut Automatyki, Elektroniki i Elektrotechniki) Uniwersytetu Zielonogórskiego - Wydział Nauk Inżynieryjno-Technicznych (wcześniej: Wydział Elektryczny Politechniki Zielonogórskiej). Tytuł doktora nauk technicznych (z wyróżnieniem) uzyskał na Wydziale Elektrycznym Politechniki Warszawskiej (1996). W latach 1983-1992 pracował w LZAE LUMEL jako konstruktor energoelektronicznych przekształtników prądu przemiennego. Od 1992 do końca był związany z uczelnią (WSInż. w Zielonej Górze - Politechnika Zielonogórska - Uniwersytet Zielonogórski).